# Сказки завтрашнего дня
«Сказки завтрашнего дня» (англ. Tales of Tomorrow) — американский научно-фантастический сериал по мотивам книг наиболее известных фантастов. Сериал выходил в виде антологии, как правило серии были не связаны между собой, началу сюжета предшествовала рекламная пауза, представляемая одним из ведущих шоу.
В сериале были экранизированы как классические фантастические истории, такие как Двадцать тысяч льё под водой, Франкенштейн, или Современный Прометей, так и более современных авторов, например «Чёрный чемоданчик» (Сирил Корнблат), «Необходимая вещь» (Роберт Шекли), «Чудо-сыворотка» (Стенли Грумен Вейнбаум) и др.
Роли исполняли актёры, ставшие впоследствии знаменитыми: Лесли Нильсен, Пол Ньюман, Клорис Личмен, либо уже бывшие известными, например Борис Карлофф, Вероника Лейк и Брюс Кэбот.
Идея научно-фантастического телесериала была разработана Теодором Стердженом и Мортом Абрахамсом совместно «Лигой научной фантастики Америки». Первоначально программу планировалась назвать «Завтрашний день — ваш» (Tomorrow is Yours). В итоге продюсеры первого сезона отобрали 13 произведений членов Лиги из возможных 2000 коротких историй.
В США сериал находится в Общественном достоянии

## Релизы
1 ноября 2005 года сериал был издан на DVD для американского рынка
В России, в виду статуса Общественного достояния, сериал был переведен и озвучен русскоязычным сообществом любителей кинофантастики.

## Сопутствующая коммерция
Все серии Сказок сопровождались рекламными роликами генеральных спонсоров, либо рекламными паузами, где сменяемые ведущие программы рассказывали о товарах и услугах. В основном это были ткацкие производства Masland Carpet Mills и фирма производящая часовые браслеты и бижутерию Kreisler. Хотя встречалась и социальная реклама.

## Сохранившиеся эпизоды
Так как сериал шёл в прямом эфире (Live-action) часть серий была утеряна. В общей сложности на DVD и частных видеозаписях с телетрансляций сохранились только следующие эпизоды:
Сезон первый.
- Серия 01. Verdict from Space — Вердикт из космоса
- Серия 02. Blunder — Просчёт
- Серия 03. A Child Is Crying — Плач ребёнка
- Серия 08. The Dark Angel — Ангел Тьмы
- Серия 09. The Crystal Egg — Хрустальное яйцо
- Серия 10. Test Flight — Испытательный полёт
- Серия 11. The Search for the Flying Saucer — В поисках летающих тарелок
- Серия 13. Sneak Attack — Внезапная атака
- Серия 14. The Invader — Захватчик
- Серия 15. The Dune Roller — Катящийся по дюнам
- Серия 16. Frankenstein — Франкенштейн
- Серия 18. 20,000 leagues under the sea Part 2 The escape — 20,000 лье под водой Часть 2 Побег
- Серия 19. What You Need — То, что вам нужно
- Серия 20. Age of Peril — Эра опасности
- Серия 22. The Children’s Room — Детская комната
- Серия 24. The diamond lens — Алмазная линза
- Серия 26. Flight Overdue — Отложенный рейс
- Серия 29. Time to Go — Время идти
- Серия 30. Plague from Space — Чума из космоса
- Серия 31. Red Dust — Красная пыль
- Серия 32. The Golden Ingot — Золотой слиток
- Серия 34. World of Water — Мир воды
- Серия 35. The Little Black Bag — Маленький чёрный чемоданчик
- Серия 37. All the Time in the World — Всё время мира
- Серия 38. The Miraculous Serum — Чудо-сыворотка
- Серия 39. Appointment on Mars — Встреча на Марсе
- Серия 40. The Duplicates — Дубликаты
- Серия 41. Ahead of His Time — Впереди его времени
- Серия 43. Ice from Space — Лёд из космоса

Сезон второй.
- Серия 03. Seeing-Eye Surgeon — Видящий глаз хирурга
- Серия 06. Youth on Tap — Молодость в разлив
- Серия 08. The Horn — Горн
- Серия 10. Many Happy Returns — Всего наилучшего
- Серия 11. The tomb of king Tarus — Гробница фараона Таруса
- Серия 12. The Window aka The Lost Planet — Окно (Потерянная планета)
- Серия 17. The Fatal Flower — Роковой цветок
- Серия 19. The Bitter Storm — Сильный шторм
- Серия 26. Another Chance — Ещё один шанс
- Серия 27. The Great Silence — Великая тишина
- Серия 30. Read to Me, Herr Doktor — Почитайте мне, герр Доктор
- Серия 31. Ghost Writer — Призрачный писатель
- Серия 32. Past Tense — Прошедшее время
- Серия 34. The Fury of the Cocoon — Ярость Кокона
- Серия 37. The Evil Within — Зло внутри
- Серия 40. The Spider's Web - Паутина